# 世田米バスストップ

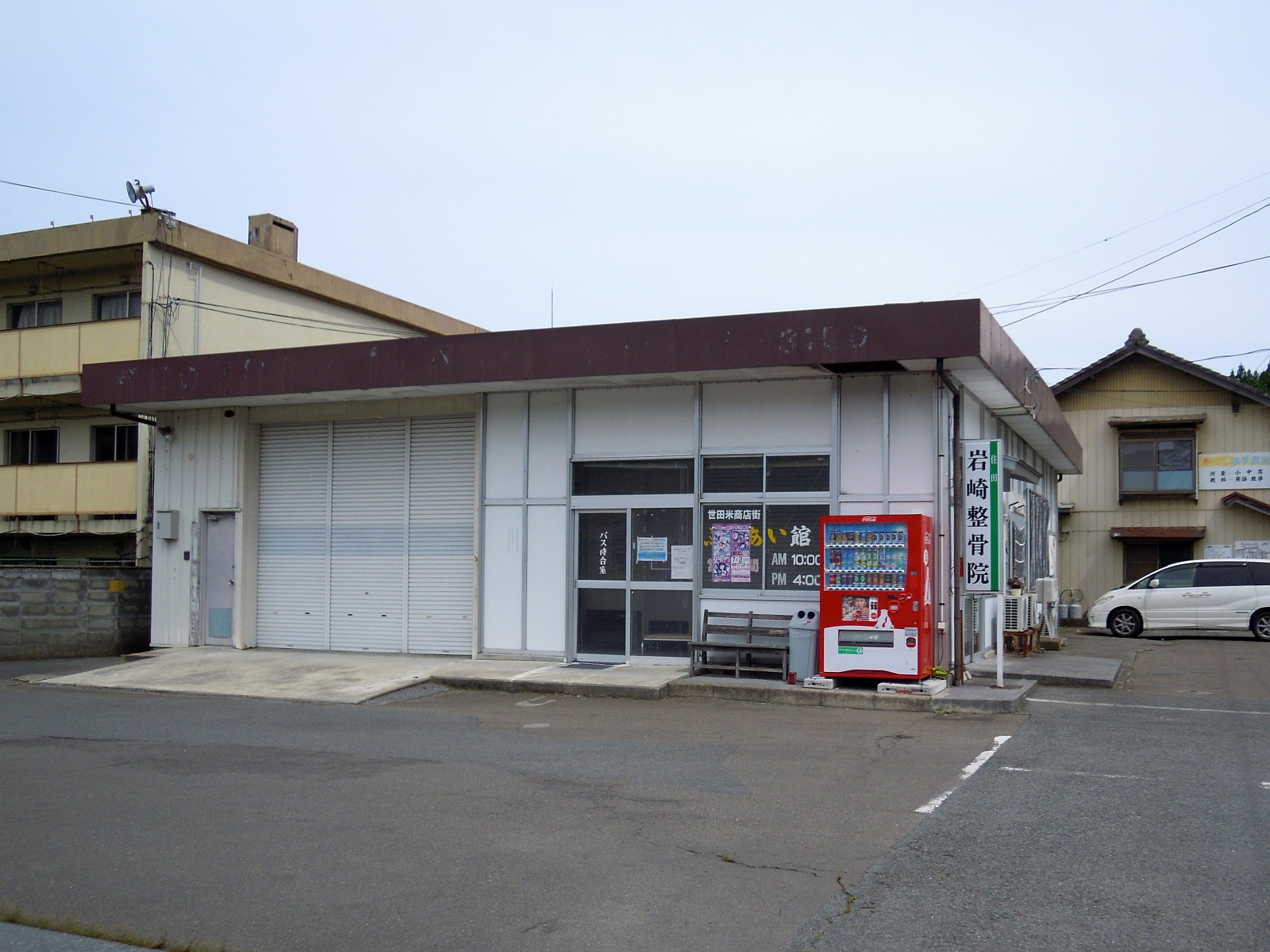
世田米バスストップ。待合室は写真手前のガラス戸の部分のみ。

世田米バスストップ（せたまいバスストップ）は岩手県気仙郡住田町世田米にある岩手県交通のバス停留所である。
元々はJRバス東北世田米駅（住田町世田米字小口洞53-18）であったが、現在は駅は無人となり、待合室のみ残っている。

## 停車路線
- 急行盛岡大船渡線
- 中井線
- 陸前高田住田線
- 住田町コミュニティバス : 川口上有住線住田町役場発着路線

## 沿革
- 1947年2月 - 国鉄バス遠野本線開業により設置。
- 19xx年 - 東北自動車部遠野自動車営業所世田米支所設置。
- 1987年4月1日 - JR東日本バスに継承。
- 1988年4月1日 - JRバス東北に継承。
- 199x年 - JRバス東北遠野営業所世田米支所廃止。
- 2004年4月1日 - JRバス世田米駅廃止（窓口業務廃止）。岩手県交通による代替運行開始。